# Janusz Piontek
Janusz Andrzej Piontek (ur. 23 marca 1945 w Dąbrowie) – polski biolog, profesor nauk przyrodniczych, dyrektor Instytutu Antropologii UAM, dziekan Wydziału Biologii UAM w Poznaniu.

## Życiorys
Tytuł profesora nauk przyrodniczych uzyskał w 1989 r. Był członkiem Komitetu Antropologii, Komitetu Biologii Ewolucyjnej i Teoretycznej oraz Komitetu Biologii Organizmalnej Polskiej Akademii Nauk. Był też przewodniczącym rady naukowej Zakładu Antropologii PAN we Wrocławiu.
Jest członkiem Komisji Antropologicznej Polskiej Akademii Umiejętności.